# Anthidium banzonis
Anthidium banzonis är en biart som beskrevs av Embrik Strand 1912. Anthidium banzonis ingår i släktet ullbin, och familjen buksamlarbin. Inga underarter finns listade i Catalogue of Life.